# Arcade (film)
Pour les articles homonymes, voir Arcade.
Pour plus de détails, voir Fiche technique et Distribution.
Arcade est un film américain réalisé par Albert Pyun, sorti en 1993 en direct-to-video.

## Synopsis
Alex Manning est une adolescente dont la mère vient de suicider. Son conseiller d'orientation pense qu'elle n'a pas réussi à faire son deuil. Avec ses amies, elle se rend dans une salle d'arcade nommée Dante's Inferno où un nouveau jeu vidéo en réalité virtuelle, Arcade, vient de sortir.

## Fiche technique
- Titre : Arcade
- Réalisation : Albert Pyun
- Scénario : Charles Band et David S. Goyer
- Musique : Alan Howarth
- Photographie : George Mooradian
- Montage : Miles Wynton
- Production : Cathy Gesualdo
- Société de production : Full Moon Entertainment
- Société de distribution : Full Moon Entertainment (États-Unis)
- Pays :  États-Unis
- Genre : Science-fiction
- Durée : 85 minutes
- Dates de sortie : 
  - Allemagne : 20 juillet 1993
  - États-Unis : 30 mars 1993

## Distribution
- Megan Ward : Alex Manning
- Peter Billingsley : Nick
- John de Lancie : Difford
- Sharon Farrell : la mère d'Alex
- Seth Green : Stilts
- A.J. Langer : Laurie
- Bryan Dattilo : Greg
- Brandon Rane : Benz
- B.J. Barie : DeLoache
- Norbert Weisser : Albert
- Don Stark : Finster
- Dorothy Dells : Mme. Weaver
- Todd Starks : Burt Manning